# Constitution de la Confédération germanique de 1871
La Constitution de la Confédération germanique (en allemand Verfassung des Deutschen Bundes), aussi nommée Constitution de novembre (Novemberverfassung), est la constitution de l'Allemagne du 1er janvier au 16 avril 1871. Elle remplace la Constitution de la Confédération de l'Allemagne du Nord et est rapidement remplacée par la Constitution de l'Empire allemand.